# Finby kyrka
Finby kyrka är en av kyrkorna i  Salo församling i den gamla kommunen och församlingen i Finby. Kyrkan byggdes av Johan Backman och blev klar 1760. Den är en långkyrka med raka gavlar med skaristia och vapenhus. Kyrkan saknar torn. Alla delar av kyrkan har ett brant sadeltak En separat klockstapel av trä blev klar 1762.